# Infra Silesia
Infra Silesia – polski zarządca infrastruktury kolejowej oraz przedsiębiorstwo budowlane. Przedsiębiorstwo należy do spółki DB Cargo Polska. Wspólnie z zarządcami Maczki-Bór S.A. oraz Kopalnia Piasku Kotlarnia – Linie Kolejowe zarządza siecią polskiej Kolei piaskowej. W 2023 r. ok. 60-70% przychodów stanowiło budownictwo kolejowe, resztę zarządzanie infrastrukturą kolejową.

## Historia
Przedsiębiorstwo powstało w 2005 roku jako PTK Infrastruktura S.A. W 2009 r. nastąpiło połączenie spółek kolejowych PTK Infrastruktura S.A. z PCC Śląskie Linie Kolejowe Sp. z o.o. Utworzono w ich miejsce spółkę akcyjną PCC Rail INFRASTRUKTURA S.A., która następnie przyjęła nazwę DB Infrastruktura S.A. W 2010 r. spółka zmieniła nazwę na obecnie obowiązującą.

## Działalność
Spółka zarządza siecią kolejową o łącznej długości 117,5 km zlokalizowaną na terenie województwa śląskiego, dawniej eksploatowaną przez Przedsiębiorstwo Materiałów Podsadzkowych Przemysłu Węglowego i Zakłady Transportu Kolejowego i Gospodarki Kamieniem. Również na obszarze aglomeracji rybnickiej większość linii towarowych jest zarządzana właśnie przez Infra Silesia.
Na zarządzanych liniach prowadzony jest wyłącznie ruch towarowy.
Ponadto spółka świadczy usługi w zakresie budowy, modernizacji, remontów oraz bieżącego utrzymania infrastruktury kolejowej.

### Linie kolejowe[9]
- Linia kolejowa nr 203 Jęzor Centralny JCA – Jęzor Centralny JCC
- Linia kolejowa nr 203a Dąbrowa – Sobieski Sbs – ZG Sobieski
- Linia kolejowa nr 211/21 (Infra Silesia/JSK) Rybnik Towarowy – Borynia
- Linia kolejowa nr 211 (Infra Silesia) KWK Chwałowice Chw – KWK Chwałowice Chw1
- Linia kolejowa nr 214 (Infra Silesia) Wodzisław Śląski – KWK Marcel
- Linia kolejowa nr 215 (Infra Silesia) Wodzisław Śląski – Marklowice MrB
- Linia kolejowa nr 216 (Infra Silesia) Wodzisław Śląski – Marklowice MrB
- Linia kolejowa nr 217 (Infra Silesia) KWK Jankowice – KWK Jankowice Szyb VI
- Linia kolejowa nr 218 (Infra Silesia) KWK Jankowice – KWK Jankowice Szyb VI
- Linia kolejowa nr 219 (Infra Silesia) KWK Szczygłowice – Krywałd
- Linia kolejowa nr 220 (Infra Silesia) Szczygłowice Kopalnia – KWK Szczygłowice
- Linia kolejowa nr 221 (Infra Silesia) Boguszowice – Paruszowiec

### Bocznice kolejowe
- bocznica "PG Infrastruktura-Szczakowa Północ" (dawniej linia kolejowa nr 201 JCA – Ciężkowice)
- obecnie bocznica "PCC Intermodal" (dawniej linia kolejowa nr 201a JCA – Intermodal)
- bocznica Punktu Sprzedaży Piasku w Wysokim Brzegu (zlikwidowana)
- bocznica Polski Gaz
- bocznica Zakładu Górniczego 1
- bocznica Zakładu Górniczego 2
- bocznica Tauron Wydobycie S.A. (bocznica "Kamień" i bocznica "Węgiel")
- bocznica mostu podsadzkowego KWK Jankowice Szyb III
- bocznica mostu podsadzkowego KWK Jankowice Szyb VI